# Armenia na Letnich Igrzyskach Olimpijskich 2024
Armenia na Letnich Igrzyskach Olimpijskich 2024 – reprezentacja Armenii na Letnich Igrzyskach Olimpijskich 2024 rozgrywanych w dniach 26 lipca – 11 sierpnia 2024 roku w Paryżu, składa się z 15 sportowców – 13 mężczyzn i 2 kobiety. Reprezentacja Armenii po raz ósmy wzięła udział w letnich igrzyskach olimpijskich.

## Zdobyte medale
| Data        | Medal  | Zawodnik         | Dyscyplina           | Konkurencja                     |
| ----------- | ------ | ---------------- | -------------------- | ------------------------------- |
| 4 sierpnia  | Srebro | Artur Dawtjan    | Gimnastyka           | skoki mężczyzn                  |
| 7 sierpnia  | Srebro | Artur Aleksanian | Zapasy               | do 97 kg (m) w stylu klasycznym |
| 11 sierpnia | Srebro | Warazdat Lalajan | Podnoszenie ciężarów | +102 kg (m)                     |
| 7 sierpnia  | Brąz   | Malchas Amojan   | Zapasy               | do 77 kg (m) w stylu klasycznym |

## Skład reprezentacji

### Boks
| Zawodnik       | Konkurencja  | 1/8 finału       | Ćwierćfinał       | Półfinał         | Finał            | Pozycja | Źródła |
| Zawodnik       | Konkurencja  | Przeciwnik Wynik | Przeciwnik Wynik  | Przeciwnik Wynik | Przeciwnik Wynik | Pozycja | Źródła |
| -------------- | ------------ | ---------------- | ----------------- | ---------------- | ---------------- | ------- | ------ |
| Dawit Chalojan | od 92 kg (m) | Orie W 3-2       | El Aissaoui P 0-5 | NQ               | NQ               | 5.      | [ 2 ]  |

### Gimnastyka
| Zawodnik       | Konkurencja                   | Wynik  | Pozycja | Źródła |
| -------------- | ----------------------------- | ------ | ------- | ------ |
| Artur Dawtjan  | skoki mężczyzn                | 14,966 | srebro  | [ 3 ]  |
| Wahagn Dawtjan | ćwiczenia na kółkach mężczyzn | 14,866 | 6.      | [ 4 ]  |

### Lekkoatletyka
| Zawodnik          | Konkurencja | Eliminacje | Eliminacje | Repasaże | Repasaże | Półfinał | Półfinał | Finał | Finał   | Źródła |
| Zawodnik          | Konkurencja | Czas       | Pozycja    | Czas     | Pozycja  | Czas     | Pozycja  | Czas  | Pozycja | Źródła |
| ----------------- | ----------- | ---------- | ---------- | -------- | -------- | -------- | -------- | ----- | ------- | ------ |
| Jerwand Mkrtchyan | 800 m (m)   | 1:49,91    | 51.        | 1:50.07  | 28.      | NQ       | NQ       | NQ    | NQ      | [ 5 ]  |

### Pływanie
| Zawodnik             | Konkurencja                 | Eliminacje | Eliminacje | Półfinał | Półfinał | Finał | Finał   | Pozycja | Źródła |
| Zawodnik             | Konkurencja                 | Czas       | Pozycja    | Czas     | Pozycja  | Czas  | Pozycja | Pozycja | Źródła |
| -------------------- | --------------------------- | ---------- | ---------- | -------- | -------- | ----- | ------- | ------- | ------ |
| Artur Barseghian     | 100 m stylem dowolnym (m)   | 51,54      | 56.        | NQ       | NQ       | NQ    | NQ      | 56.     | [ 6 ]  |
| Warsenik Manucharjan | 100 m stylem motylkowym (k) | 1:01,24    | 26.        | NQ       | NQ       | NQ    | NQ      | 26.     | [ 7 ]  |

### Podnoszenie ciężarów
| Zawodnik            | Konkurencja      | Rwanie | Rwanie  | Podrzut | Podrzut | Razem  | Pozycja | Źródło |
| Zawodnik            | Konkurencja      | Wynik  | Pozycja | Wynik   | Pozycja | Razem  | Pozycja | Źródło |
| ------------------- | ---------------- | ------ | ------- | ------- | ------- | ------ | ------- | ------ |
| Andranik Karapetjan | do 89 kg (m)     | 170 kg | 5       | 200 kg  | 7       | 370 kg | 7.      | [ 8 ]  |
| Garik Karapetjan    | do 102 kg (m)    | 186 kg | 2       | 212 kg  | 5       | 398 kg | 4.      | [ 9 ]  |
| Warazdat Lalajan    | ponad 102 kg (m) | 215 kg | 3       | 252 kg  | 2       | 467 kg | srebro  | [ 10 ] |

### Strzelectwo
| Zawodnik          | Konkurencja                    | Kwalifikacje | Kwalifikacje | Finał | Finał   | Źródła |
| Zawodnik          | Konkurencja                    | Wynik        | Pozycja      | Wynik | Pozycja | Źródła |
| ----------------- | ------------------------------ | ------------ | ------------ | ----- | ------- | ------ |
| Elmira Karapetjan | pistolet pneumatyczny 10 m (k) | 576-14x      | 9.           | NQ    | NQ      | [ 11 ] |

### Zapasy
| Zawodnik          | Konkurencja                     | 1/8 finału           | Ćwierćifnał         | Półfinał         | Finał/BM         | Pozycja | Źródła |
| Zawodnik          | Konkurencja                     | Przeciwnik Wynik     | Przeciwnik Wynik    | Przeciwnik Wynik | Przeciwnik Wynik | Pozycja | Źródła |
| ----------------- | ------------------------------- | -------------------- | ------------------- | ---------------- | ---------------- | ------- | ------ |
| Artur Aleksanian  | do 97 kg (m) w stylu klasycznym | Kim W 9-0            | Assakałow W 9-5     | Rosillo W 5-3    | Saravi P 1-4     | srebro  | [ 12 ] |
| Malchas Amojan    | do 77 kg (m) w stylu klasycznym | Sarkkinen W 8-0      | Kaviyaninejad W 3-0 | Kusaka P 1-3     | Vardanyan W 6-5  | brąz    | [ 13 ] |
| Slawik Galystian  | do 67 kg (m) w stylu klasycznym | Montaño W 3-2        | Sylla W 3-2         | Esma’ili P 4-10  | Orta P 0-7       | 5.      | [ 14 ] |
| Arsen Harutiunian | do 57 kg (m) w stylu wolnym     | Bravo-Young W 13-3   | Abdullayev P 5-12   | NQ               | NQ               | 7.      | [ 15 ] |
| Wazgen Tewanian   | do 65 kg (m) w stylu wolnym     | Dzebisashvili W 11-0 | Tumurochir P 5-7    | NQ               | NQ               | 7.      | [ 16 ] |